# 诺萨克 (阿韦龙省)
诺萨克（法語：Naussac，法語發音：[nosak]）是法国阿韦龙省的一个市镇，属于鲁埃格自由城区。

## 地理
诺萨克（44°31'14"N, 2°5'39"E）面积14.7 平方千米，位于法国奧克西塔尼大區阿韦龙省，该省份为法国南部内陆省份，位于法國中央高原南部，北起顺时针与康塔爾省、洛泽尔省、加尔省、埃罗省、塔恩省、塔恩-加龙省和洛特省接壤。
与诺萨克接壤的市镇（或旧市镇、城区）包括：卡普德纳克加尔、德吕勒、佩吕斯勒罗克、萨勒-库尔巴蒂耶斯、科斯和迪耶日、索纳克。

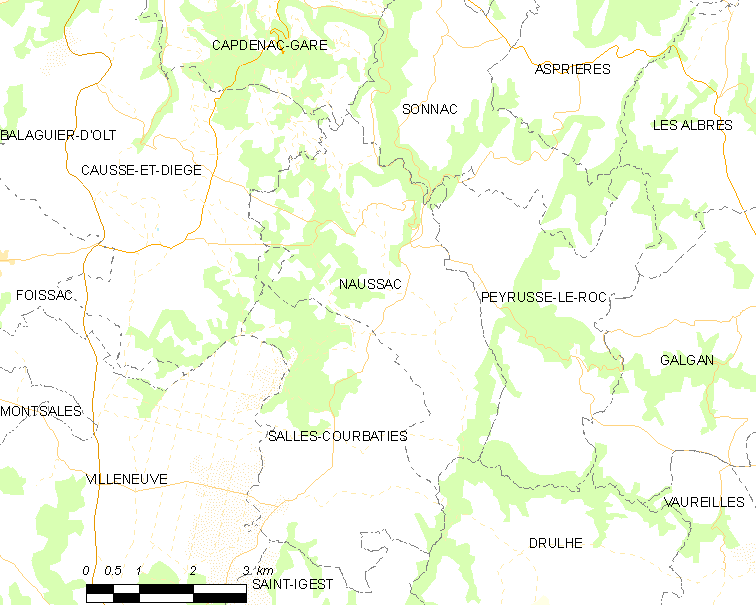
的OSM定位图

诺萨克的时区为UTC+01:00、UTC+02:00（夏令时）。

## 行政
诺萨克的邮政编码为12700，INSEE市镇编码为12170。

## 政治
诺萨克所属的省级选区为洛特-蒙巴济努瓦县。

## 人口

1962-2008年间人口变化图示

诺萨克于2022年1月1日时的人口数量为414人。